# 活力28

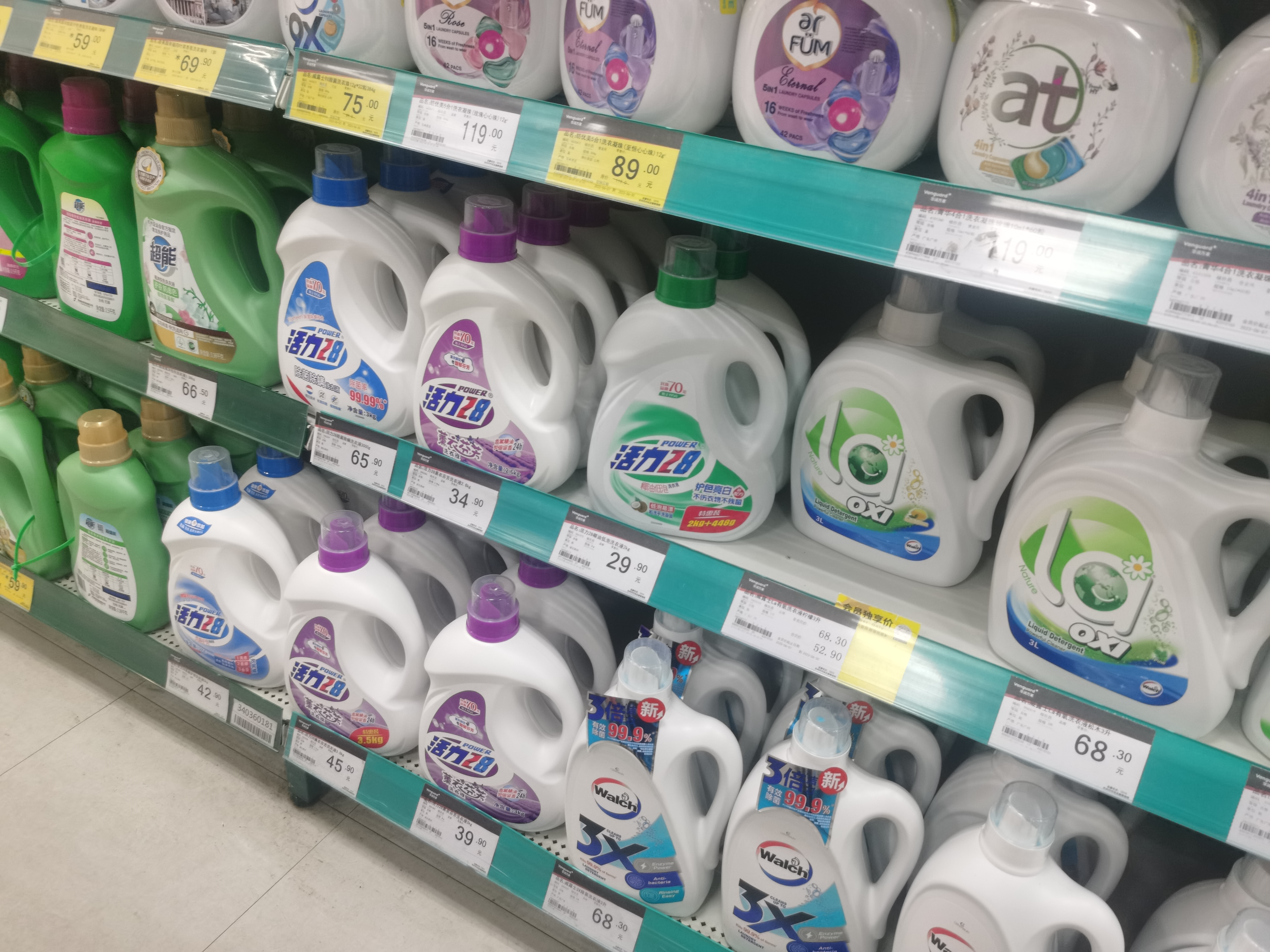
活力28洗衣液

荆州市活力二八家化有限公司，简称活力28，是中国湖北省荆州市的一家日化公司。活力28在1980年代和1990年代曾是中国主要日用化学企业之一，其「活力28，沙市日化」的广告亦颇为著名。
从1992年开始，当时的沙市市政府为了挽救一些濒临破产企业，沙市日化的领导也为了扩大规模，兼并了当时与洗涤行业相去甚远的的玻璃厂、造纸厂等。产值增加了，但企业整体效益不断下降，兼并当年底便出现了亏损，1993年为了寻找资金上的支持，企业开始寻求上市之路，但市政府要求另一家企業"沙隆达"先上市，沙市日化便引进外资。
1996年，活力28在上海证券交易所上市。然而1990年代末期，活力28陷入经营困境，几近破产。德国使用原有的生产基地時又违反合同不使用"活力28"品牌，改为"巧手"，导致"活力28"品牌一度名存实亡。2017年，在获得天使轮投资后，职业经理人李健飞成为活力28的CEO，活力28产品亦重新开始在超市及线上渠道销售。

## 历史
活力28的前身是创建于1950年的沙市油脂化工厂，最初主要生产加工食用油。1970年代，沙市油脂化工厂从洗衣皂业务拓展出洗衣粉业务。1981年，沙市油脂化学厂与沙市合成化工厂联合组成沙市日用化工总厂，并在1982年正式推出「活力28」品牌。「活力28」这一名字是来源于产品的研发过程花了28天，以及1982年是香港的「活力运动年」。
沙市日化抓住了洗衣机开始在中国普及这一商机，在中国率先生产洗浓缩洗衣粉，并且也是第一个在中央电视台做日化产品广告的公司，因而得以迅速占领市场。1992年，沙市日化以定向募集方式成立沙市活力28（集团）股份有限公司。1990年代，活力28成为中国日化业界主要企业之一，曾占据中国洗衣粉市场76%的份额。包括江泽民、李鹏、朱镕基在内的政治人物都曾参观活力28工厂。
1996年，活力28在上海证券交易所上市，股票代码600703。然而在这一时期，活力28和外资企业利洁时合资后，活力28品牌被压制，被迫改用「巧手」这一新品牌，公司也因此转为亏损。1999年，湖北天发集团收购「活力28」，试图进行重组但未果。2001年，活力28在因连续亏损，股票交意简称改为「ST活力」。2006年，「活力28」停产，其在上海证券交易所的上市资格也被三安光电借壳上市。此后稻花香集团也曾试图重组活力28，但亦未能成功。

## 重现市场
2017年，泰国安宝集团和湖北荆州市达成协议，双方投资10亿元重建活力28品牌。曾在宝洁任职的李健飞出任新活力28的CEO。新生的活力28仍然以日化产品为主打，产品包括洗洁精、洗衣粉、洗衣液、洗衣皂等类型。
2023年6月，网民爆料称，活力28有1000名员工从2月开始欠薪。董事长李健飞表示会“团结一心解决问题”。此前活力28收购西安开米公司压入大量资金，以及疫情导致各种成本上涨、成立上海公司开展线上销售的大笔支出，同时追求市占率等粗放式管理，造成公司资金链断裂。该公司的官网也因此无法访问，线上门店也不再活跃，抖音账号也从2023年初开始停止更新，处于“半停摆”的状态。